# Estación de Turtmann
La estación de Turtmann es la principal estación ferroviaria de la comuna suiza de Turtmann, en el Cantón del Valais.

## Historia y situación
La estación de Turtmann fue inaugurada en el año 1878 con la puesta en servicio del tramo Leuk - Leuk, que pertenece a la línea Lausana - Brig, más conocida como la línea del Simplon.
Se encuentra ubicada en las afueras del norte del núcleo urbano de Turtmann. Cuenta con dos andenes laterales a los que acceden dos vías pasantes. Además, existe una derivación para dar servicio a una industria y también una vía muerta.
En términos ferroviarios, la estación se sitúa en la línea Lausana - Brig. Sus dependencias ferroviarias colaterales son la estación de Leuk hacia Lausana, y la estación de Gampel-Steg en dirección Brig.

## Servicios ferroviarios
Los servicios ferroviarios de esta estación están prestados por SBB-CFF-FFS y por RegionAlps, empresa participada por los SBB-CFF-FFS y que opera servicios de trenes regionales en el Cantón del Valais:

### Regional
- R Saint-Gingolph - Monthey - San Mauricio - Sion - Brig. Efectúa parada en todas las estaciones y apeaderos del trayecto. Algunos trenes solo realizan el trayecto Monthey - Brig. Operado por RegionAlps.